# Futtsu
Futtsu è una città giapponese della prefettura di Chiba.